# Франческо Гаспарини
Франческо Гаспарини (итал. Francesco Gasparini, Камајоре, 19. март 1661 — Рим, 22. фебруар 1727) је био италијански барокни композитор и педагог, чија дела су извођена широм Италије, а згодом прилика и у Немачкој и Енглеској.
Гради своју репутацију компонујући опере и вокалну духовну музику. Његове кантате су мајсторски компоноване, али је и даље у историји музике углавном познат по својим операма, које су постале узор за следећу генерацију композитора, а нарочито утичу на дела Хендла. Постоји неколико теоријски радова, од којих је најважнији "L'armonico pratico", написан 1708 године. Овај рад је доживео многа издања и постао лектира за студенте до почетка 19. века. Гаспарини је написао више од 60 опера и низ кантата, ораторијумима и духовну музику.

## Биографија

### Ране године
Франческо Гаспарини је рођен 19. марта 1661. године у селу Камајоре код града Луке. Био је други од пет синова Николе и Елизабете Белфиоре. Његова породица је спадала у средњу класу. Имао је четворо браће и сестара - Марија (1659), Анђела (1664), Пол Лоренс (такође музичар, рођ. 1668) и Сита Силеа (1671). О његовом детињству се врло мало зна, али се верује да је прве године младости провео у својој родној Тоскани. Претпоставља се да након 1680. године студира код Арканђела Корелија и Бернарда Паскинија. Од средине 1680. године почео је да објављује своје опере и кантате, које су добро примљене од стране публике и критичара. 1682. године постаје оргуљаш у цркви "Madonna dei Monti" у Риму, где компонује неке од својих ораторијума. 27. јуна 1684. године примљен је у "Accademia Filarmonica" из Болоње као певач, а 17. маја 1685. године и као композитор.Исте године  28. новембра, жени се римљанком Маријом Розом Борини.

### 1686—1694
Током 1686. године он и његов брат живе у Венецији и заједно похађају часове музике код Ђовани Легренци, а већ 6. децембра  исте године је дебитовао као композитор са својом првом опером "Olimpia vendicata" у Ливорну. Наредне године, заједно са братом већ ради у Риму, где је Франческо постао виолиниста и композитор на Академији у палати кардинала Бенедета Памфили. У 1689. годни постаје члан конгрегације цркве "Santa Cecilia" у Риму. Он том приликом пише трогласни мадригал, чији је оригинал сачуван, заједно са потписом композитора, Тамо постаје пријатељ са Алесандром Скарлатијем, тако када се 1705. године Гаспарини преселио у Венецију, Скарлати је послао свог сина Доменика код њега на школовање. Током наредне две године постаје композитор опера за римска позоришта "Capranica" и "Тeatro della Pace" и 1694. године представља своју прву оперу у Риму.

## Дела

### Ораторијуми[8]
- 1689 г. - Iudith de Olopherne triumphans - Б. Памфили, Рим
- 1692 г. - Atalia
- 1695 г. - Giacobbe in Egitto - Фиренца
- 1695 г. - Il viceré d'Egitto
- 1696 г. - La costanza nell'amor divino или La S. Rosalia
- 1698 г. - I trionfi della carità - Напуљ
- 1699 г. - L'amante in cielo - Рим
- 1701 г. - Triumphus misericordiae – Б. Сандринели, Рим
- 1702 г. - Prima culpa per redemptionem deleta
- 1703 г. - Iubilum prophetarum ab Incarnatione divini Verbi - Б. Сандринели
- 1703 г. - Mosé liberato dal Nilo - Беч
- 1704 г. - Aeterna sapientia incarnata - Венеција
- 1705 г. - Pudor Virginis vindicatus
- 1708 г. - Dominica Nativitatis praeludium
- 1708 г. - L'onestà combattuta di Sara = Sara in Egitto – заједно са Цесариом, Франческом Манцинијем, Алесандро Скарлати, Доменико Ђиполи, Франческо Марија Верачини, Антонио Калдара - Фиренца
- 1711 г. - Maria Magdalena videns Christum resuscitatum - Венеција
- 1716 г. - Dal trionfo le perdite o Jefte che sagrifica la sua figlia – заједно са 10 композитора - Фиренца
- 1720 г. - I due sposi felici Sara e Tobia
- 1722 г. - Il figlio prodigo - Чита ди Кастело
- 1722 г. - La penitenza gloriosa nella conversione di s. Maria Egiziaca - Анкона
- 1724 г. - La nascita di Cristo - Лука
- 1724 г. - Le nozze di Tobia
- 1725 г. - La Santissima Annunziata – Рим

### Интермецо[8]
- 1708 г. - Parpagnacco – П. Париати, Венеција
- 1709 г. - Zamberlucco
- 1717 г. - In derisione della setta maomettana – Г. Ђили, Рим
- 1718 г. - Intermedi – с Г. Бонончини, Дрезден
- 1720 г. - L'avaro - Венеција
- 1721 г. - Zamberlucco e Palandrana - Ферара
- 1725 г. - Lisetta e Astrobolo - Венеција
- 1731 г. - L'astrologo